# Raškův kámen
Raškův kámen je skalní vyhlídka (nazývaná také Raškova vyhlídka) charakteristická svým bílým zbarvením, které pochází od barvy štramberského vápence. Raškův kámen se nachází na katastru města Kopřivnice v okrese Nový Jičín v Moravskoslezském kraji v pohoří Podbeskydská pahorkatina.

## Další informace
Raškův kámen je přístupný vyhlídkovou lávkou zbudovanou roku 1951 Klubem českých turistů. Z vyhlídky je možné zahlédnout část Štramberka spolu s vrcholem Červený kámen a s Bílou horou. V jejím okolí se nacházejí tři památné buky lesní (Fagus sylvatica), a sice buk Černých myslivců, buk Ondrášův a Raškův buk. Ke stromům se vztahují místní legendy. Místo je nazvané podle bývalého majitele okolních lesů zemana Rašky.